# Mbon
Mbon est une localité du centre de la République du Congo, située dans la région des Plateaux sur la route qui mène vers Djambala. Mbon est le chef-lieu du district de Mbon, qui est composé de huit villages dont: Mbon, Mah, Ingouoni, Olounou1, Olounou2, Oboli, Andziémé, et Mingo.
Le district de Mbon est arrosé par trois cours d'eau : la Mpama, la Nkéni et la Lékéty. Son économie est basée sur l'agriculture et l'élevage. On y cultive particulièrement du manioc, du maïs et de l'arachide. la culture du tabac qui était la culture rente a été abandonnée à cause des difficultés de commercialisation. On élève du porc, du cabri, du mouton, des bœufs et de la volaille.
Mbon présente des atouts touristiques indéniables mais inexploités notamment à partir des trois rivières très poissonneuses, de sa grotte, de ses grandes savanes herbeuses où l'on peut apercevoir de temps en temps des buffles, des éléphants ou des biches, ou encore sa flore très diversifiée car mbon est situé sur une zone de frontière entre le haut plateau de Djambala et la cuvette congolaise.
On mange du poisson d'eau douce, du gibier, du coco, du saka-saka et autres légumes, saisonnièrement on peut trouver des sauterelles, des safous. on trouve plein d'autres fruits pour le dessert comme les oranges, les avocats, les mangues, la banane.
Le district de Mbon a une population estimée à environ 4 000 habitants en majorité jeunes. La contrée est frappée par un exode massif du fait de son enclavement.
Les villages sont couverts par le réseau de télécommunication Airtel.
La pluviométrie est importante pendant la saison des pluies. la saison sèche est très douce 18 °C en moyenne.